# 알시노와 콘도르
알시노와 콘도르(Alsino Y El Condor, Alsino And The Condor)는 멕시코에서 제작된 미구엘 리틴 감독의 1982년 영화이다. 배우 딘 스톡웰가 주연으로 출연하였으며 그의 컴백 영화이기도 하다.

## 출연

### 주연
- 딘 스톡웰